# Пан Володыёвский (роман)
«Пан Володыёвский» (пол. Pan Wołodyjowski) — исторический роман польского писателя Генрика Сенкевича. Впервые публиковался с 1887 по 1888 год в газетах «Слово», «Час» и «Дзенник познаньски». Отдельной книгой опубликован в 1888 году.
Роман завершает историческую трилогию Сенкевича, куда входят также  «Огнём и мечом» и  «Потоп». Время действия романа длится с 1668 по 1673 год, действие разворачивается на фоне борьбы Речи Посполитой с турецкими вторжениями.
В 1969 году польский режиссёр  Ежи Гофман снял по книге фильм. Главную роль Михала Володыёвского сыграл актёр Тадеуш Ломницкий.

## Содержание

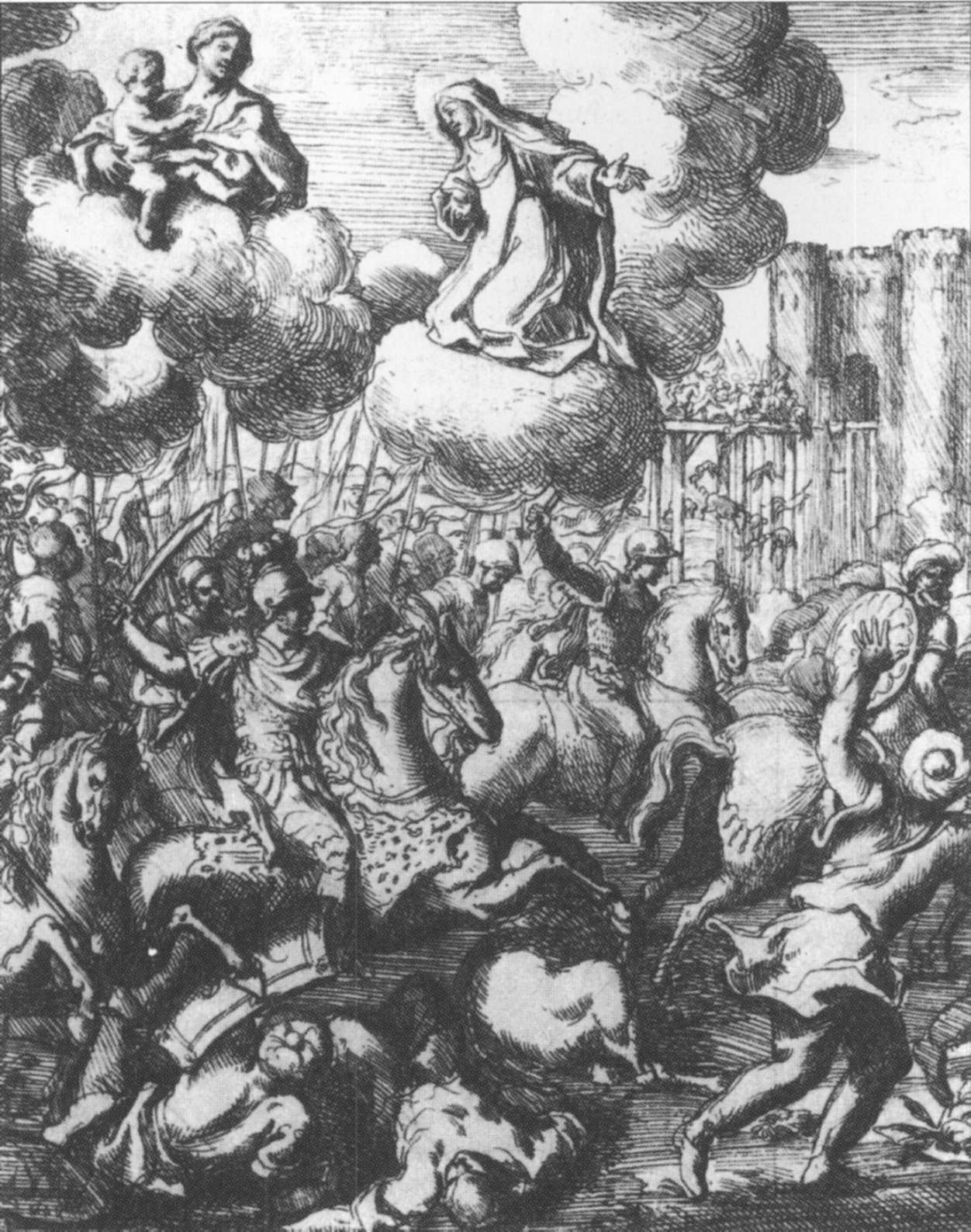
Битва при Хотине в 1673 г.

Первая часть романа проходит в Варшаве, в частности описываются события, приведшие к избранию короля Михаила Корибута Вишневецкого. Затем действие переносится в Подолию, которая подверглась нападению Османской империи.
Подробно описана героическая оборона Каменец-Подольского, которая закончилась сдачей крепости и самоубийством главных защитников Михала Володыёвского и Кетлинга. В эпилоге описывается битва при Хотине, в которой армия великого коронного гетмана Яна Собеского разгромила турок под командованием визиря Кара-Мустафы.

## Персонажи
В книге действуют как вымышленные персонажи — главный герой книги Ежи Михал Володыёвский, Онуфрий Заглоба, Анджей Кмициц, Барбара (Бася) Езёрковская, Кристина (Кшися) Дрогоевская, Кетлинг, Азья Тугай-беевич; так и реальные исторические лица:
- Ян Собеский, великий коронный гетман, впоследствии король Польши.
- Хуссейн Паша, турецкий мурза.
- Станислав Грушецкий, судья подольский[1][2]

## «Пан Володыёвский» на русском языке
- Пан Володыёвский: Исторический роман в шести частях. — СПб.: Издание Н. Мертца, 1897. — 552 с.